# فاتح اتیک
فاتح اتیک (انگلیسی: Fatih Atik؛ زادهٔ ۲۵ فوریهٔ ۱۹۸۴) بازیکن فوتبال اهل ترکیه است که در پست هافبک برای تیم گیرسون اسپور بازی می‌کند.
از باشگاه‌هایی که در آن بازی کرده‌است می‌توان به باشگاه فوتبال سیواس‌اسپور، باشگاه فوتبال گنگام، باشگاه فوتبال ترابزون‌اسپور، و باشگاه ورزشی مون‌پلیه اشاره کرد.